# 羅徹斯特 (印地安納州)
羅徹斯特（英語：Rochester）是一個位於美國印地安納州富爾頓縣的城市。根據2010年美國人口普查，該地共人口6218人，而該地的面積約為15.03平方千米。同時該地也是富爾頓縣的縣治。

## 地理
羅徹斯特的座標為41°03′43″N 86°12′24″W / 41.06194°N 86.20667°W，而該地的平均海拔高度為238米（即781英尺）。